# Onthophagus costiger
Onthophagus costiger là một loài bọ cánh cứng trong họ Bọ hung (Scarabaeidae).